# 蕭景瑞
蕭景瑞（？年—？年），广西桂林人，清朝政治人物。举人出身。
宣统元年（1909年），擔任廣東廣州府永安縣知縣（現紫金縣知縣）。后由王賓接任。